# Fatehgarh
Fatehgarh és una ciutat i municipi (Farrukhabad-Fatehgarh) a l'estat d'Uttar Pradesh, Índia, capital del districte de Farrukhabad, a la riba dreta del Ganges a 27° 22′ N, 79° 38′ E / 27.37°N,79.63°E. El seu nom vol dir Fort de la Victòria.
La seva població considerant únicament Fatehgarh és de 14.682 habitants el 2001, però la municipalitat, que a efectes de cens és considerada una unitat, té una població de 227.876 habitants. La municipalitat es va formar el 1864. La població de la municipalitat era el 1872 de 79.204, el 1881 de 79.761, el 1891 de 78.032 i el 1901 de 67.338 (dels quals 51.060 eren a Farrukhabad i la resta a Fatehgarh).